# Tabla Beat Science
I Tabla Beat Science sono un gruppo di produttori e musicisti riuniti nel 1999 da Zakir Hussain e Bill Laswell ed attivi nel campo della musica etno-elettronica. Il collettivo, nato negli Stati Uniti, unisce principalmente musicisti di origine asiatica tra i quali Talvin Singh, Trilok Gurtu e Karsh Kale.
Lo stile dei Tabla Beat Science (che prendono il nome dalla tabla, strumento tradizionale indiano) unisce percussioni, musica tradizionale indiana, ambient, drum and bass e musica elettronica.

## Discografia
- 2000 - Tala Matrix
- 2002 - Live in San Francisco at Stern Grove

## Videografia
- 2003 - Talamanam Sound Clash: Further Adventures in Hypercussion (DVD)